# Cheilinus
A Cheilinus a sugarasúszójú halak (Actinopterygii) osztályába a sügéralakúak (Perciformes) rendjébe és a ajakoshalfélék családjába tartozó nem.

## Rendszerezés
A nembe az alábbi 8 faj tartozik:
- Cheilinus abudjubbe
- Cheilinus chlorourus
- Cheilinus fasciatus
- Cheilinus lunulatus
- Cheilinus oxycephalus
- Cheilinus oxyrhynchus
- Cheilinus trilobatus
- Napóleonhal (Cheilinus undulatus)